# Kokkai
Kokkai (jap. 国会, こっかい, 'Narodno vijeće') dvodomni je parlament Japana i vrhovno zakonodavno tijelo zemlje. Sastoji se od Vijeća zastupnika s 480 zastupnika biranih svake četiri godine i Vijeća savjetnika s 242 zastupnika s mandatom od šest godina. Zastupnički dom Kokkai je parlamentarni dom s većim ovlastima. Osim zakonodavne djelatnosti Kokkai bira i japanskog premijera koji mora imati podršku većine zastupnika da bi ostao na vlasti. Prvi put je zasjedao 1889. kao Carska skupština nakon provedenih modernizacijskih Meijijevskih reformâ. Sadašnju strukturu je poprimio 1947. godine.